# МультиЗнания
«МультиЗнания» — большой познавательно-развлекательный медиа-проект российской студии анимации «Мультограм» для молодежи и взрослых. Отличительной особенностью «МультиЗнания» является создание коротких юмористических мультипликационных сериалов (возрастное ограничение 12+) в формате «Edutainment» — обучение через развлечение и игру. Работа над данным проектом была начата осенью 2020 года. Мультфильмы создаются при помощи двухмерной графики. Хронометраж каждого фильма — от 1 минуты до 5 минут. В рамках «МультиЗнания» выпущено три мультипликационных web-сериала: «Мультиратура», «МультиЗнания.История» и «МультиКосмос», а также вышла первая серия нового направления «МультиГеография». В дальнейшем планируется расширение: выпуск новых сезонов и запуск новых мультсериалов. Наиболее известны: «Мультиратура» и «МультиКосмос», за которые авторы были удостоены: национальной премии «Патриот» в 2021 году и специальным призом МКФ «Циолковский» в 2022 году.
«МультиКосмос» рекомендован Институтом Воспитания Министерства Просвещения.
Проект «МультиЗнания» в июле 2022 года был презентован на анимационном форуме в Москве — AnimaMoscow 2022.
«МультиЗнания» — победитель международной премии «Культура онлайн» в 2022 году, а также победитель регионального этапа международной премии #МЫВМЕСТЕ.
Транслируется в онлайн-кинотеатрах: IVI, Кинопоиск, KION.

## Творческая команда
«МультиЗнания» — авторский проект студии анимации «Мультограм». Основана в 2019 году семейной парой: режиссёром, художником-мультипликатором Владимиром Фёдоровым и продюсером Марией Фёдоровой. Сейчас команда «Мультограм» насчитывает 25 человек.
- Авторы сценария — Владимир Фёдоров, Илья Савин, Арсений Мартынов, Константин Сабиров
- Режиссёр — Владимир Фёдоров
- Композитор — Данил Альсеитов, Алексей Королёв
- Звукорежиссёр — Кирилл Логутов
- Главный голос проекта — Евгений Рыбов[18]
- Аниматоры — Владимир Фёдоров, Виктория Мамошина, Богдан Обезинский, Никита Базанов, Максим Черепанов
- Продюсер — Мария Фёдорова
- Директор — Мария Фёдорова

## Композиционные и стилистические особенности
Каждый фильм представляет собой краткий юмористический пересказ литературного произведения или краткое юмористическое повествование о значимых исторических личностях России. Материал подается простым современным языком, часто встречаются шутки, навеянные современными событиями, все это придает актуальности авторским мультфильмам и делает их ближе к молодежи. Все мультфильмы стилистически объединены: рассказчик — голос за кадром, ведет повествование, дополняя и комментируя происходящее. Главный голос проекта (рассказчик) — Евгений Рыбов, благодаря ему проект получил фирменный стиль в озвучке. Анимация проекта в стиле Calart напоминает знаменитые мультсериалы: «Рик и Морти», «Симпсоны», «Южный парк».
В новом направлении «МультиГеография» появляется мультяшный персонаж «Мультограм», который в юмористической форме знакомит зрителя с основными особенностями того или иного региона России.

## История проекта
Производство фильмов из проекта «МультиЗнания» началось осенью 2020 года с выхода первого мультфильма на Youtube «Краткое содержание Муму Тургенев — Мультиратура». В первом сезоне «Мультиратура» вышло 7 серий.
Потом последовал новый проект «МультиКосмос» — осень 2021 года, вышло 5 серий. Для этого мультсериала был выпущен трек «МультиКосмос»: исполняет победительница шоу «Голос» (3 сезон) — Саша Воробьева, автор музыки и слов Алексей Королёв.
Следующий проект «МультиЗнания.История» был запущен в ноябре 2021 года, вышло 5 серий. Примерно в это же время выходит второй сезон «Мультиратура» с выпуска «Мультиратура — Идиот (к 200-летию Достоевского )».
Ко дню космонавтики — 12 апреля 2022 года вышел специальный выпуск «МультиКосмос — Юрий Гагарин». На данный момент у этого мультфильма самый большой хронометраж среди работ в проекте «МультиЗнания» — 4 минуты 45 секунд.
С 29 апреля 2022 года стартовало продолжение «Мультиратура. 2 сезон» — «Мультиратура — Герой нашего времени (Лермонтов)». Последовал небольшой ребрендинг web-сериала «Мультиратура», каждый новый выпуск сопровождается музыкальным рядом — трек «Мультиратура» (исполнитель — Саша Воробьева, автор музыки и слов — Алексей Королёв).

## Состав проекта
В проект «МультиЗнания» входят следующие мультипликационные web-сериалы:

### Мультиратура
«Мультиратура» — юмористический web-сериал по мотивам литературных произведений. В каждом выпуске красочного мультсериала — краткий и весёлый пересказ определённого произведения с открытым финалом. В конце мультфильма приводится шуточный исход сюжета, и рассказчик призывает зрителей самостоятельно проверить, так ли это было на самом деле, прочитав книгу. Хронометраж от 1 до 4 минут.
Создатели проекта, Владимир и Мария Фёдорова хотят таким образом привлечь молодое поколение к чтению книг, используя современную: анимацию, озвучку и интерпретацию для передачи содержания. По словам Владимира Фёдорова: «Пора уже признать, что свободное время дети и подростки проводят в интернете. Я решил прийти на их территорию и замотивировать на чтение книг. Возможно, именно две минуты, потраченные на просмотр мультфильма, побудят молодежь прочитать новую книгу, а взрослых — освежить в памяти уже прочитанную!»
В 2022 году сериал «Мультиратура» принял участие в Realist Web Fest (международный фестиваль веб-сериалов в России), где получил положительный отклик от критиков.
«Мультиратура» — номинант на премию «Сноб» в 2022 году.

#### 1 сезон
1. Краткое содержание Муму Тургенев — Мультиратура
2. Краткое содержание Мертвые души Гоголь — Мультиратура
3. Краткое содержание Собачье сердце Булгаков — Мультиратура
4. Краткое содержание Ревизор Гоголь — Мультиратура
5. Краткое содержание Левша Лесков — Мультиратура
6. Мультиратура — Маленький принц (краткий пересказ)
7. Мультиратура — Алиса в стране чудес

#### 2 сезон
1. Мультиратура — Идиот (к 200-летию Достоевского)
2. Мультиратура — Евгений Онегин
3. Мультиратура — Анна Каренина
4. Мультиратура — Отцы и дети
5. Мультиратура — Мастер и Маргарита

#### 2 сезон. Продолжение
1. Мультиратура — Герой нашего времени (Лермонтов)
2. Мультиратура — Горе от ума (Грибоедов)
3. Мультиратура — Человек в футляре (Чехов)
4. Мультиратура — Преступление и наказание (Достоевский)
5. Мультиратура — Гроза (Островский)
6. Мультиратура — Гранатовый браслет (Куприн)
7. Мультиратура — Дядя Ваня (Чехов)
8. Мультиратура — Пиковая дама (Пушкин)
9. Мультиратура — Детство (Толстой)

### МультиКосмос
«МультиКосмос» — юмористический web-сериал с увлекательным и вдохновляющим повествованием об освоении космоса и основоположниках отечественной космонавтики. Хронометраж от 2 до 5 минут. Серию про Сергея Павловича Королёва поддержал комментарием его правнук — Павел Королёв: «Шикарный мульт, молодцы!! И отличная идея канала, поддерживаем всей семьёй! Так держать!». В 2022 году на МКФ «Циолковский» состоялась специальная презентация всего проекта «МультиКосмос» с премьерным показом специального выпуска «МультиКосмос — Юрий Гагарин». В рамках этого фестиваля авторы проекта были награждены специальным призом.

#### 1 сезон
1. Мультикосмос — Константин Циолковский
2. МультиКосмос — Николай Пилюгин
3. МультиКосмос — Валентин Глушко
4. МультиКосмос — Сергей Королев
5. МультиКосмос — Женщины в космосе
6. МультиКосмос — Гагарин (специальный выпуск)

### МультиЗнания.История
«МультиЗнания.История» — юмористический web-сериал о великих личностях отечественной истории. В проекте «МультиЗнания.История» визуализируется путь важных исторических личностей на современный лад. Какой была биография императрицы Екатерины II, почему она Великая? Чем известен Михаил Ломоносов? Какие подвиги совершил князь Александр Невский? Простая анимация и веселая форма передачи материала легко доносит до зрителей основные вехи жизни героев мультфильмов. Хронометраж — до 2х минут.
В 2022 году web-сериал был показан в специальной программе на фестивале исторического кино «Вече».

#### 1 сезон
1. МультиЗнания — Невский
2. МультиЗнания— Петр I
3. МультиЗнания — Екатерина II
4. МультиЗнания — Ломоносов
5. МультиЗнания — Суворов

### МультиГеография
«МультиГеография» — юмористический культурно-просветительский web-сериал о географических особенностях, быте, народных промыслах регионов России.

#### Серии
1. МультиГеография — Югра

## Награды
- 2021 — национальная премия «Патриот[2][3]» за «Лучший научный проект» — «МультиКосмос»
- 2021 — серебряная медаль Международного конкурса AEA—2021 (Весенний сезон) «ИСКУССТВО. СОВЕРШЕНСТВО. ПРИЗНАНИЕ» Международной Академией современных искусств за проект «Мультиратура»[40]
- 2022 — специальный приз МКФ «Циолковский» за проект «МультиКосмос»[4][35][36]
- 2022 — специальный приз РФК на международной премии «Культура онлайн»
- 2023 — благодарственное письмо от министерства информационных и социальных коммуникаций (МИСК) Московской области за развитие социально значимых инициатив на территории Московской области

## Номинации
- 2021 — First-Time Filmmaker Sessions @ Pinewood Studios (официальный отбор) «Мультиратура — Собачье сердце»
- 2021 — Melrose Film Festival (официальный отбор) «Мультиратура — Собачье сердце»
- 2021 — Конкурс Инновации в образовании, проект «Мультиратура»
- 2021 — ОРФАК (внеконкурсная программа) «Мультиратура — Собачье сердце»
- 2021 — Фестиваль «Бессоница» (конкурсная программа) «Мультиратура — Собачье сердце»
- 2021 — Dog Film Festival (официальный отбор) «Мультиратура — Муму»
- 2021 — национальная премия «Патриот» за «Лучший проект с использованием цифровых технологий» — «Мультиратура»
- 2022 — ОРФАК (конкурсная программа «Сериалы») «МультиКосмос — Королев»
- 2022 — IV Национальная премия веб-индустрии — «Лучший познавательный проект „МультиКосмос“»
- 2022 — Кинофестиваль «Свет миру» «МультиКосмос — Королев»
- 2022 — Lift-Off Filmmaker Sessions @ PinewoodStudios (официальный отбор) «Мультиратура — Маленький принц»
- 2022 — One Earth Awards (официальный отбор) «Мультиратура — Маленький принц»
- 2022 — Фестиваль «Бессоница» (конкурсная программа) «МультиКосмос — Королев»
- 2022 — Фестиваль веб-сериалов «Realist Web Fest»[41][42] (конкурсная программа) «Мультиратура — Отцы и дети»
- 2022 — Lift-Off Filmmaker Sessions @ PinewoodStudios («Мультиратура — Человек в футляре»)
- 2022 — Фестиваль «Ноль плюс» («Мультиратура — Человек в футляре, Преступление и наказание, Горе от ума», «МультиЗнания.История — Невский, Петр I, Екатерина II»)
- 2022 — Большой фестиваль мультфильмов («Мультиратура — Человек в футляре»)
- 2022 — Фестиваль «Анимур» (« Мультиратура — Человек в футляре)»
- 2022 — Лонг-лист премии «Сноб» «Сделано в России» («Мультиратура»)
- 2022 — XVI Всероссийский фестиваль исторических фильмов «Вече» (спецпоказ «МультиЗнания.История» и «МультиКосмос»)
- 2022 — Фестиваль «Видение», Кемерово («МультиЗнания.История — Петр I»)
- 2022 — национальная премия «Патриот» за «Лучший проект по популяризации и продвижению русского языка» — «Мультиратура. 2 сезон»
- 2022 — «Премия Рунета» — «Лучший социальный проект» (МультиЗнания)